# Talk (canção de Khalid)
"Talk" é uma canção gravada pelo cantor norte-americano Khalid. Seu lançamento ocorreu em 7 de fevereiro de 2019, por intermédio da RCA Records, servindo como o primeiro single de seu segundo álbum de estúdio, Free Spirit. "Talk tornou-se a quinta entrada no top 10 de um artista solo nos Estados Unidos na Billboard Hot 100, na qual atingiu a terceira posição. Como reconhecimento, foi nomeada ao Grammy Awards de 2020 na categoria de Gravação do Ano.